# Alejandro Olmos Gaona
Alejandro Olmos Gaona es un historiador argentino, dedicado al estudio de la deuda externa. Es hijo de Alejandro Olmos también historiador de la misma temática y querellante en el juicio sobre la legalidad de la deuda externa argentina.

## Biografía
Su padre, quien falleció en el año 2000, llevó adelante durante 18 años un juicio contra el estado argentino sobre la legalidad de la deuda. Olmos Gaona continuó sus pasos en el estudio del endeudamiento del país. En 2006 presentó un recurso de amparo ante la Justicia argentina para que el gobierno de Néstor Kirchner suspenda el pago de 9.530 millones al FMI.
Fue asesor del gobierno de Ecuador bajo la presidencia de Rafael Correa hasta 2008. En este país fue miembro de la Comisión para la Auditoría Integral del Crédito Público (CAIC) que auditó los préstamos tomados por los gobiernos ecuatorianos entre 1976 y 2006.  La comisión presentó su informe a finales de 2008 donde define a la deuda externa ecuatoriana como "ilegítima", debido a numerosas "irregularidades", especialmente en la renegociación posterior al default de 1999. Contando con esta información el gobierno de Correa decidió llevar adelante una renogaciación de la deuda con una quita del 65%.
En Argentina se desempeñó como asesor del diputado Pino Solanas. Desde allí denunció al entonces Ministro de Economía, Axel Kicillof, por el acuerdo con el Club de París que aumentó los intereses de la deuda. Luego, con el cambio de gobierno, realizó presentaciones en la justicia para que se investigue la operatoria de las empresas off-shore del presidente Mauricio Macri.
Es profesor de la Cátedra de Deuda Externa de la Facultad de Derecho de la Universidad de Buenos Aires. También es colaborador de las revistas Todo es Historia, Le Monde Diplomatique y América XXI y del diario La Nación.Miembro del Grupo de Trabajo de Jurisprudencia del Consejo Europeo de Investigaciones Sociales de América Latina (CEISAL). Miembro del Consejo Asesor de la Revista "Rebela" que edita la Universidad Federal de Santa Catarina (Brasil)

## Libros publicados
- El FMI y la Deuda. Estructura de la dominación. En colaboración con Fernanda Vallejos (2022)
- Deuda o Soberanía. Verdades ocultas sobre la dependencia. 2020)
- La biblioteca jesuítica de Asunción (2006)
- La deuda odiosa, una doctrina jurídica para la solución política (2005)
- Bolívar en el pensamiento argentino (1987)